# امیلی کورودا
امیلی کورودا (انگلیسی: Emily Kuroda؛ زادهٔ ۳۰ اکتبر ۱۹۵۲) یک هنرپیشه اهل ایالات متحده آمریکا است.
از فیلم‌ها یا برنامه‌های تلویزیونی که وی در آن نقش داشته است می‌توان به رد اشاره کرد.